# Pałac Ribeira

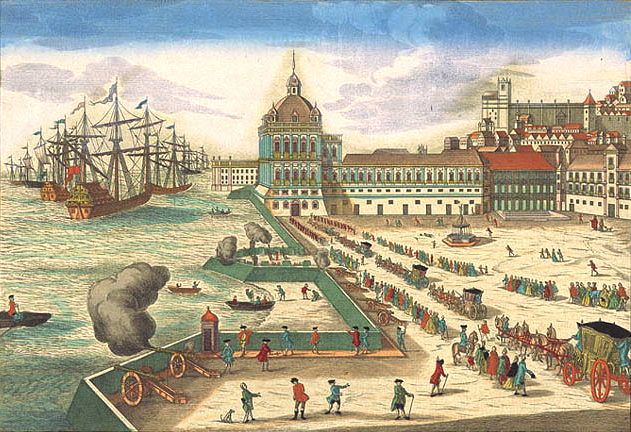
Pałac Ribeira rok przed zniszczeniem przez trzęsienie ziemi

Pałac Ribeira (port: Paço da Ribeira) – dawna główna rezydencja królów Portugalii, w Lizbonie, przez około 250 lat. Jego budowa została zamówiona przez króla Manuela I Szczęśliwego, gdy zdecydował, że królewska rezydencja na zamku św. Jerzego jest już niewystarczająca. Zespół pałacowy był wielokrotnie przebudowywany i modyfikowany z oryginalnego manuelińskiego projektu, a ostatecznie reprezentował architekturę baroku i manierystyczną.
Pałac Ribeira, a także większość Lizbony, została zniszczona w wyniku trzęsienia ziemi w 1755. Po trzęsieniu ziemi, panujący monarcha, król Józef I Reformator, cierpiał na klaustrofobię i postanowił przeżyć resztę swojego życia w grupie pawilonów na wzgórzach Ajuda, a tym samym pałac nigdy nie został odbudowany.
W miejscu, gdzie dawniej znajdowł się pałac powstał główny plac Lizbony: Praça do Comércio, który wciąż jest popularnie zwany Terreiro do Paço, co przypomina o dawnej, zniszczonej rezydencji królewskiej.